# Piilojärvi
Piilojärvi är en sjö i Pajala kommun i Norrbotten och ingår i Torneälvens huvudavrinningsområde. Sjön har en area på 0,192 kvadratkilometer och ligger 217,3 meter över havet.

## Delavrinningsområde
Piilojärvi ingår i det delavrinningsområde (749269-179205) som SMHI kallar för Ovan VDRID = Lainioälven i Torneälvens vattendrag*. Medelhöjden är 210 meter över havet och ytan är 12,8 kvadratkilometer. Räknas de 513 avrinningsområdena uppströms in blir den ackumulerade arean 10 079,6 kvadratkilometer. Avrinningsområdets utflöde Torneälven (Kamajåkka) mynnar i havet. Avrinningsområdet består mestadels av skog (63 procent) och sankmarker (19 procent). Avrinningsområdet har 1,46 kvadratkilometer vattenytor vilket ger det en sjöprocent på 11,4 procent.